# Titus Haterius Nepos (consul)

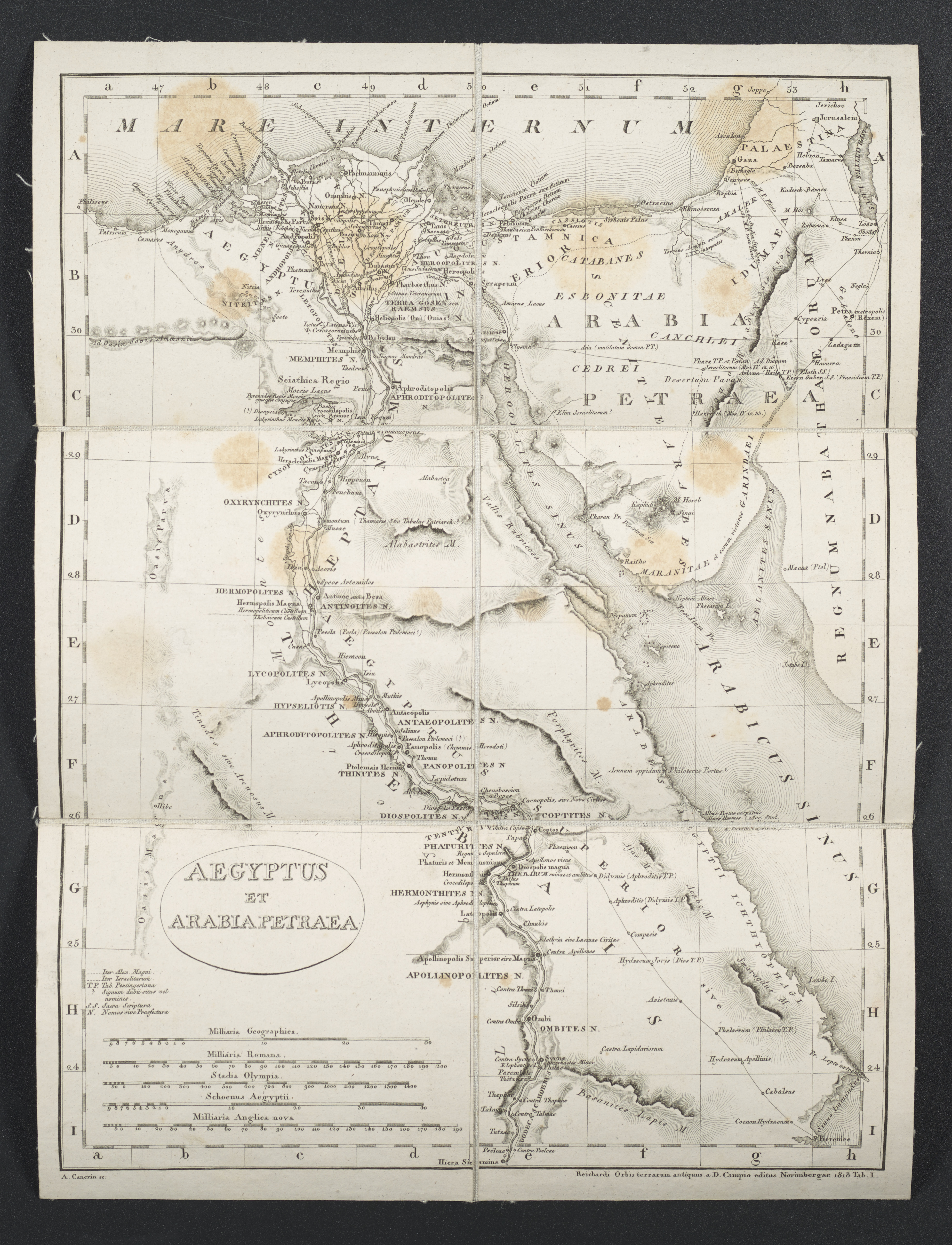
Egypte, Arabia Petraea en Palestina

Titus Haterius Nepos (2de eeuw na Chr.)  was een Romeins generaal en gouverneur, niet te verwarren met zijn naamgenoot Titus Haterius Nepos, Romeinse gouverneur van Egypte (120-124).

## Levensloop
Titus Haterius Nepos was gouverneur van de Romeinse provincie Arabia Petraea toen de Joodse opstand, de Bar Kochba-opstand (132-136) uitbrak. Voor zijn bewezen diensten voor het onderdrukken van de opstand, werd het tot consul suffectus benoemd in het jaar 134 door keizer Hadrianus.
Na de opstand werd hij aangesteld als gouverneur van Pannonia superior (137-141).